# Liam McCormick
William Henry Dunlevy McCormick (genannt: Liam, * 24. Oktober 1916 in Derry; † 28. August 1996 in Newtownstewart, County Tyrone, Nordirland) war ein irischer Architekt.

## Leben
McCormick wurde als Sohn des wohlhabenden Zahnarztes Hugh McCormick und seiner Frau Mary Christina geboren. Der junge Liam ging zunächst in Greencastle (Halbinsel Inishowen) im County Donegal, dann am St. Columb’s College in Derry zur Schule. Er wechselte nach Liverpool und studierte dort an der School of Architecture. Im Jahr 1943 erhielt er dort seinen Abschluss und kehrte nach Nordirland zurück. Er arbeitete bei der Derry Corporation und nachfolgend beim Ballymena Urban District Council. Während seiner Arbeit erkrankte er an Tuberkulose und kurierte sich in Greencastle aus. Gemeinsam mit Frank Corr gewann er 1947 einen Wettbewerb für die Gestaltung einer neuen Kirche in Ennistymon im County Clare. 1948 bildeten beide das Architekturbüro Corr & McCormick (ab 1968 McCormick, Tracey, Mullarkey). 1950 entwarfen sie im Leichtbau eine Kirche an der Ennis Road in Limerick. Auch wenn Corr und McCormick Generalisten waren, wurden sie vor allem für den modernen Kirchbau bekannt (u. a. St. Peter’s Church in Milford, Donegal, St. Aengus in Burt). Besonderen Wert legte McCormick auf die moderne Gestaltung. Er bezog sich dabei auf die Hügelfestung von Grianán von Aileach.
McCormick pflegte einerseits eine große Nähe zur katholischen Kirche. Gleichzeitig engagierte er sich in der Bürgerrechtsbewegung 1968. Von 1970 bis 1971 war er Lord Sheriff von Derry. Durch eine Bombe wurde sein Architekturbüro in den 1970er Jahren vollständig zerstört. Nach 1982 entwarf er ein Haus für seinen Freund John Hume. 1984 wurde ihm der Gregoriusorden verliehen.
1996 erlitt er einen Schlaganfall und starb einige Monate später.
1999 wurde St Aengus in Burt als Irlands Gebäude des 20. Jahrhunderts prämiert.
McCormick war Mitglied der Ulster Architectural Heritage Society, der Royal Society of Ulster Architects und des Royal Institute of the Architects of Ireland. Er war Trustee des Ulster Museums.

## Werke

### Sakralbauten
McCormick entwarf insgesamt 27 Kirchen, die alle realisiert wurden. Darunter:
- St Peter’s Church in Milford (1961)
- St Patrick’s Church in Murlog (1964)
- Desertegney Church (1964)
- St Aengus in Burt (1967)
- Creeslough Church (1971)
- Glenties Church (1974)
- Donoughmore Presbyterian Church (1977)

### Profanbauten
- Met Éireann Building, Glasnevin, Dublin (1979) – Hauptsitz des irischen Meteorologischen Dienstes
- Fish Auction Hall, Killybegs (1983)

## Privates
1965 heiratete er Joy Teleford und adoptierte zwei Kinder.